# سالغادو دي ساو فيليكس
سالغادو دي ساو فيليكس بلدية في ولاية بارايبا في المنطقة الشمالية الشرقية من البرازيل.